# Pseudamigus villiersi
Pseudamigus villiersi is een rechtvleugelig insect uit de familie Pamphagidae. De wetenschappelijke naam van deze soort is voor het eerst geldig gepubliceerd in 1939 door Chopard.